# OpenIndiana
OpenIndiana（オープンインディアナ）はFOSSとしてリリースされているillumosをカーネルとするディストリビューションである。OpenSolarisがオラクルによって打ち切られた後にOpenSolarisからフォークされ、OpenSolarisのコードベースの開発と配布を継続することを目的としている。プロジェクトはIllumos Foundationの傘下で運営されている。プロジェクトの目標は「デ・ファクトのOpenSolarisの後継ディストリビューションとして無償のセキュリティやバグの修正を必要とするサーバーに採用されること」である。

## 歴史

### 由来
Project Indianaはもともとサン・マイクロシステムズによってOpenSolarisのソースコードを元にしたバイナリ・ディストリビューションを構築するために始められた。
OpenIndianaはオラクルによるサン・マイクロシステムズの買収交渉の進行中に、広く用いられているOpenSolarisをベースにしたOSの入手可能性とさらなる開発を確かにするために開始された。開発コミュニティに関する不確実性のため、一部の開発者たちは既存のコードをもとにフォークを行うという暫定的な計画を立てた。
これらの計画はオラクルによるOpenSolarisのサポート中止によって実ることとなった。

### 当初の反応
OpenIndianaプロジェクトの正式なアナウンスは2010年9月14日にロンドンのJISCセンターで行われた。OSの最初のリリースも同時に行われたがテストはされていなかった。テストされずリリースが行われたのはオラクルがSolaris 11 Expressをリリースする前に行動を起こすため、OpenIndianaの開発チームが立ち上げ日をSolaris 11 Expressのリリースが行われるOracle OpenWorldより先に設定したためである。
OpenIndianaのアナウンスは好意をもって受け止められた。350人以上がオンラインでのアナウンスを見、ISOイメージは2000回以上ダウンロードされ、Twitterアカウントは500以上のフォロワーを獲得し、いくつのもIT系ニュースサイトがリリースについて記事を書いた。アナウンスの放送の帯域は350Mbpsに達した。パッケージ配布サーバのトラフィックは計画の20倍を記録し、より多くのスレッドが割り当てられることになった。
しかし、皆が好意的な報道を行ったわけではなかった。一部の記事はLinuxによって市場が奪われたことを引き合いに、Solarisとの関係を疑問視した。ある記事はOpenIndianaの立ち上げに対し批判的であった。その記事は未テストのビルドをリリースしたことやリリーススケジュールの確約がないことを元にプロジェクトにおけるプロ意識の欠如を指摘した。

### コミュニティの懸念
OpenSolarisのバイナリ・ディストリビューションがSolarisExpressに移行し、OpenSolarisの更新がリアルタイムで提供されなくなったとき、オラクルがコミュニティへのソースコードの提供をやめたらOpenIndianaはどうなるのだろうかという懸念が広がった。しかし、開発チームがソースコードの提供元をIllumos Foundationに変更する意向を示したため、この懸念は和らいだ。
OpenIndianaの構築に用いられているオラクル製のコンパイラがフリーに利用できなくなる可能性があることに対する懸念も存在する。これに対し、OpenIndianaはオープンソースのGNU Compiler Collectionでコンパイルできるように改変を行っている。コンパイルされたバイナリが多くの機器(マザーボード、チップセット、CPU、HBAなど)で起動可能となり、安定動作するように作業が続けられている。
HCL(ハードウェア互換性リスト)は多少略式であり、断片的であり、集約されていないため、ハードウェアの選択にはエンドユーザーによる調査が多く要求される。包括的で集約的なHCLが存在しないのはデバイスドライバユーティリティがOpenSolarisの一部であり、現在はオラクルの管理下となっているサン・マイクロシステムズのメールアドレスを用いているのが原因かもしれない。

## Solaris、Solaris Express、illumosとの関係
OpenIndianaは技術的にはフォークであるが、感覚的にはOpenSolarisの後継である。プロジェクトはSolaris 11やSolaris 11 Expressとバイナリ互換のSystem V系OSを提供することを目的としている。しかしながら、OpenIndianaはOpenSolarisのようにOS/Netをベースにするのではなく、illumosカーネルをベースにする予定である(最初のリリースはOS/Netベースのままである)。OpenIndianaはOpenSolarisと同様にIPSパッケージシステムを用いる。
当初はOpenIndianaのコードはオラクルから公式に手に入るコードの大部分をベースにしていたが、現在のリリースはillumosをカーネルとして利用している。プロジェクトはコードをSun Studioといったオラクル製のツールに依存しないようにすることにも力を注いでいるが、これはプロジェクトの主な目的ではない。

## リリース・スケジュール
OpenIndianaの最初の開発版リリース ビルド147は2010年9月14日にリリースされ、2番目の開発版リリース ビルド148は2010年12月17日にリリースされた。
3番目の開発版リリースであるビルド151は2011年9月14日にリリースされた。これはIllumosをベースにした最初のリリースである。
2014年2月14日より「Hipster」の開発コード名が用いられ、2016年4月21日に最新の Hipster開発版が公開された。
|  | Experimental Builds |  | Development Builds |  | Hipster/Gnome |  | Hipster/MATE |